# Fiord de Castro
El fiord de Castro és un fiord Xile que es forma entre la península de Rilán i l'illa Gran de Chiloé i està ubicat a la regió de Los Lagos, a la província de Chiloé. Té 21 km de llarg i es connecta pel sud amb el canal Yal i el canal Lemuy. Alberga en les seves riberes la capital de Chiloé,  Castro, i altres sectors d'aquesta comuna, així com algunes localitats de la comuna de Chonchi.
Al llarg de les ribes del fiord, s'hi troben localitats com Castro i Chonchi. Aquest fiord és navegable i té una longitud de 21 quilòmetres de llargada. El fiord és obert al trànsit marítim tot l'any. De fet, és un dels principals atractius naturals, paisatgístics i turístics de Xile.

## Marea baixa
En les hores de marea baixa, l'aigua retrocedeix aproximadament uns 500 metres, deixant al descobert el fons marí i sent de profit per als mariscadors de la zona, que recol·lecten diferents espècies de marisc i per algunes aus, que busquen aliment.

## Turisme i navegació
El fiord és navegat amb freqüència per Catamaràns, llanxes i diferents embarcacions. No obstant això, en l'últim període ha anat en increment l'arribo dels creuers internacionals, com el National Geographic Explorer, que va inaugurar la temporada dels creuers a la zona, a finals de l'any 2017.